# Клірвотер
Клі́рвотер (англ. Clearwater — «чиста вода») — місто (англ. city) в США, адміністративний центр округу Пінеллас на заході штату Флорида на півострові Пінеллас на узбережжі Мексиканської затоки Атлантичного океану. Західне передмістя Тампи. Населення — 117 292 особи (2020). Місто входить до агломерації Тампа-Сент-Пітерсбург-Клірвотер з населенням 2 747 272особи (2009 рік).
Місто було раніш територією народу Токобага. У 1835 американці побудували тут Форт-Гаррісон у зв'язку з Семінольськими війнами. Саме місто засноване 1891 року; до 1906 року місцевість була знана як Клір-Вотер-Гарбор.
Середньодобова температура липня — +28 °C, січня — +16 °C.
Клірвотер — відомий центр секти саєнтології.

## Географія
Клірвотер розташований за координатами 27°58′46″ пн. ш. 82°45′59″ зх. д. / 27.97944° пн. ш. 82.76639° зх. д. (27.979475, -82.766265). За даними Бюро перепису населення США в 2010 році місто мало площу 101,63 км², з яких 66,20 км² — суходіл та 35,43 км² — водойми.

### Клімат
| Клімат : Клірвотер      | Клімат : Клірвотер | Клімат : Клірвотер | Клімат : Клірвотер | Клімат : Клірвотер | Клімат : Клірвотер | Клімат : Клірвотер | Клімат : Клірвотер | Клімат : Клірвотер | Клімат : Клірвотер | Клімат : Клірвотер | Клімат : Клірвотер | Клімат : Клірвотер | Клімат : Клірвотер |
| Показник                | Січ.               | Лют.               | Бер.               | Квіт.              | Трав.              | Черв.              | Лип.               | Серп.              | Вер.               | Жовт.              | Лист.              | Груд.              | Рік                |
| Абсолютний максимум, °C | 30,0               | 30,6               | 31,7               | 33,3               | 36,1               | 36,1               | 35,6               | 35,6               | 35,0               | 34,4               | 31,7               | 30,6               | 36,1               |
| Середній максимум, °C   | 21,9               | 21,9               | 24,5               | 27,3               | 30,1               | 31,7               | 32,2               | 32,2               | 31,4               | 28,7               | 24,7               | 22,2               | 27,4               |
| Середня температура, °C | 16,8               | 16,8               | 19,4               | 22,2               | 25,1               | 27,2               | 27,8               | 27,8               | 27,1               | 23,9               | 19,6               | 17,1               | 22,6               |
| Середній мінімум, °C    | 11,6               | 11,8               | 14,3               | 17,1               | 20,1               | 22,6               | 23,4               | 23,4               | 22,7               | 19,2               | 14,5               | 12,1               | 17,7               |
| Абсолютний мінімум, °C  | −4,4               | −2,8               | −1,7               | 5,0                | 11,7               | 15,6               | 16,7               | 18,3               | 16,1               | 7,2                | −2,8               | −7,2               | −7,2               |
| Норма опадів, мм        | 51                 | 89                 | 89                 | 51                 | 53                 | 157                | 241                | 241                | 183                | 71                 | 46                 | 64                 | 1336               |
| ----------------------- | ------------------ | ------------------ | ------------------ | ------------------ | ------------------ | ------------------ | ------------------ | ------------------ | ------------------ | ------------------ | ------------------ | ------------------ | ------------------ |
| Джерело: Weatherbase    |                    |                    |                    |                    |                    |                    |                    |                    |                    |                    |                    |                    |                    |

## Демографія
Згідно з переписом 2010 року, у місті мешкало 107 685 осіб у 47 638 домогосподарствах у складі 26 178 родин. Густота населення становила 1060 осіб/км². Було 59156 помешкань (582/км²).
Расовий склад населення:
| - 79,8 % — білих - 10,9 % — чорних або афроамериканців - 2,1 % — азіатів - 0,5 % — корінних американців - 0,1 % — вихідців з тихоокеанських островів - 4,1 % — осіб інших рас |

До двох чи більше рас належало 2,4 %. Частка іспаномовних становила 14,2 % від усіх жителів.
За віковим діапазоном населення розподілялося таким чином: 18,7 % — особи молодші 18 років, 61,5 % — особи у віці 18—64 років, 19,8 % — особи у віці 65 років та старші. Медіана віку мешканця становила 43,8 року. На 100 осіб жіночої статі у місті припадало 93,5 чоловіків; на 100 жінок у віці від 18 років та старших — 91,0 чоловіків також старших 18 років.
Середній дохід на одне домашнє господарство становив 65 065 доларів США (медіана — 44 198), а середній дохід на одну сім'ю — 80 309 доларів (медіана — 59 547). Медіана доходів становила 41 593 долари для чоловіків та 36 855 доларів для жінок. За межею бідності перебувало 16,0 % осіб, у тому числі 24,2 % дітей у віці до 18 років та 10,3 % осіб у віці 65 років та старших.
Цивільне працевлаштоване населення становило 49 434 особи. Основні галузі зайнятості: освіта, охорона здоров'я та соціальна допомога — 21,6 %, науковці, спеціалісти, менеджери — 15,3 %, роздрібна торгівля — 14,6 %.

## Відомі люди
- Помер автор першого кросворду Артур Вінн.

## Галерея

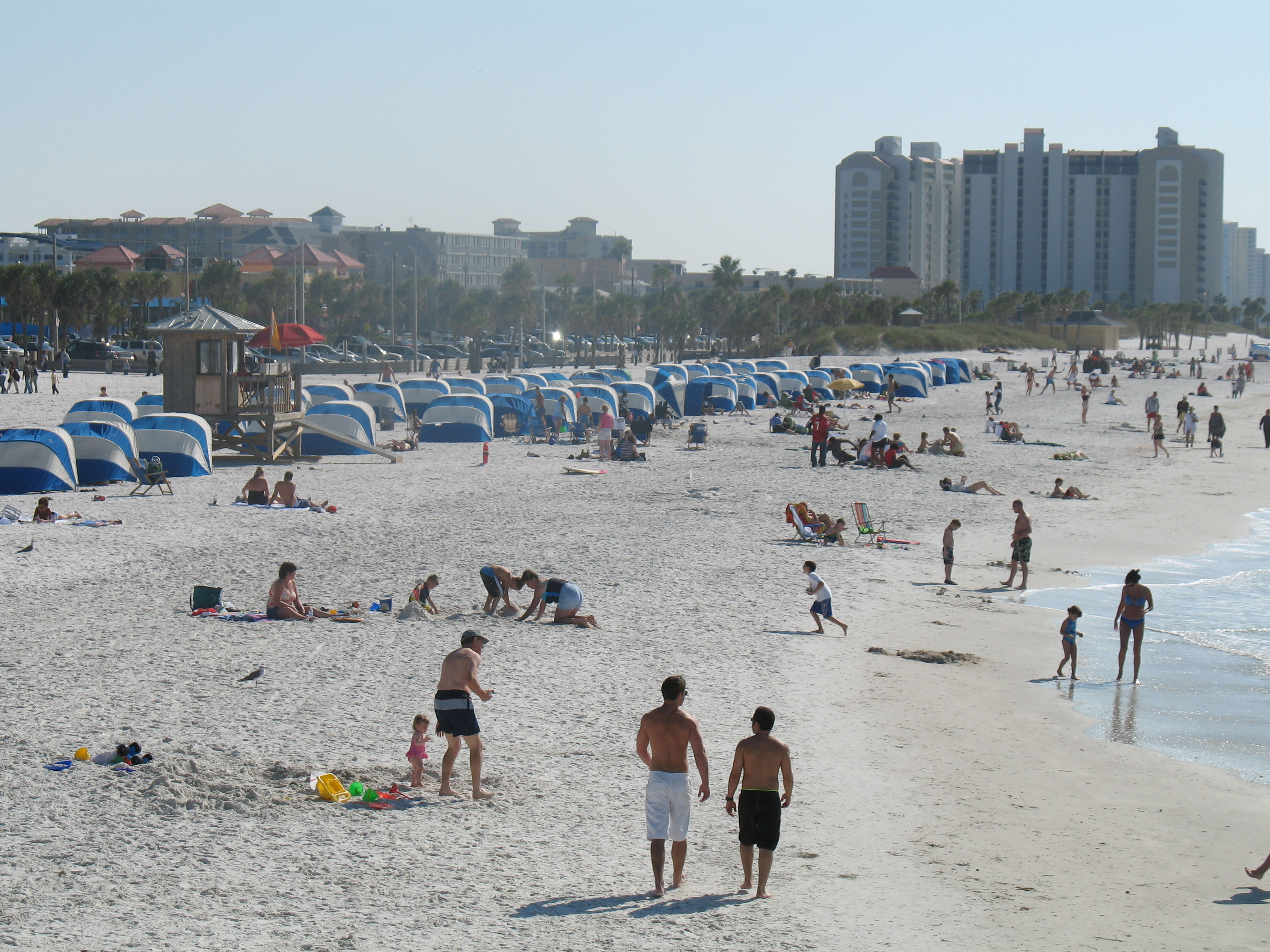
Пляж Клірвотера
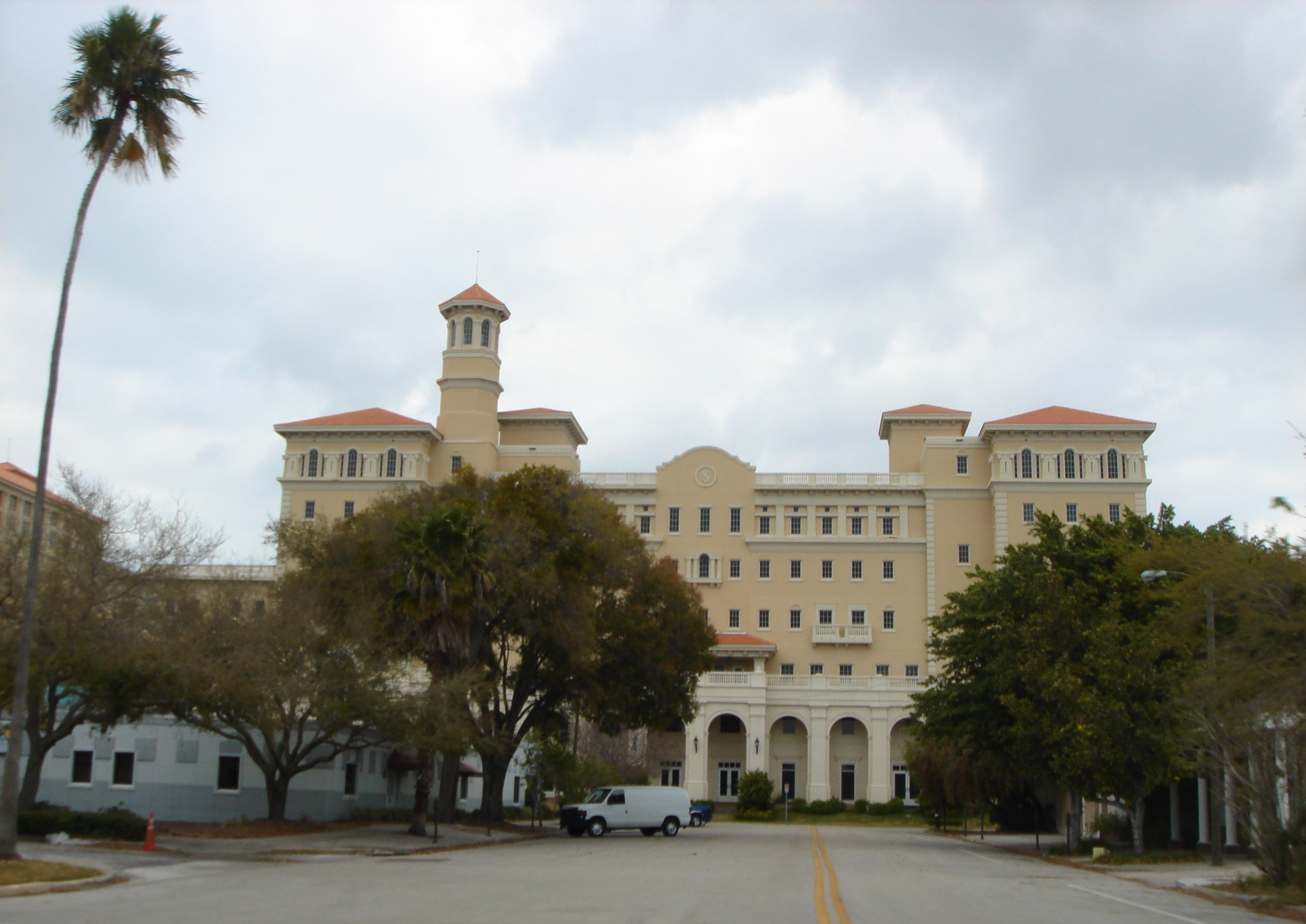
Головний офіс саєнтологів